# Ipomoea aculeata
Ipomoea aculeata är en vindeväxtart som beskrevs av Carl Ludwig von Blume. Ipomoea aculeata ingår i släktet praktvindor, och familjen vindeväxter. Utöver nominatformen finns också underarten I. a. ex.